# Pēteris Stučka
Pjotr Ivanovič Stučka (rodným jménem lotyšsky Pēteris Stučka, rusky Пëтр Иванович Стучка; 14. červencejul./ 26. července 1865greg. Koknese – 25. ledna 1932, Moskva) byl lotyšsko-sovětský spisovatel, právník a politik. Jeho manželkou byla Dora Stučka, roz. Pliekšāne, sestra Rainise. Jeden z nejvýraznějších činitelů lotyšského politického hnutí „Jaunā strāva“ (doslovně: Nový proud, volně: Nová vlna).

## Životopis

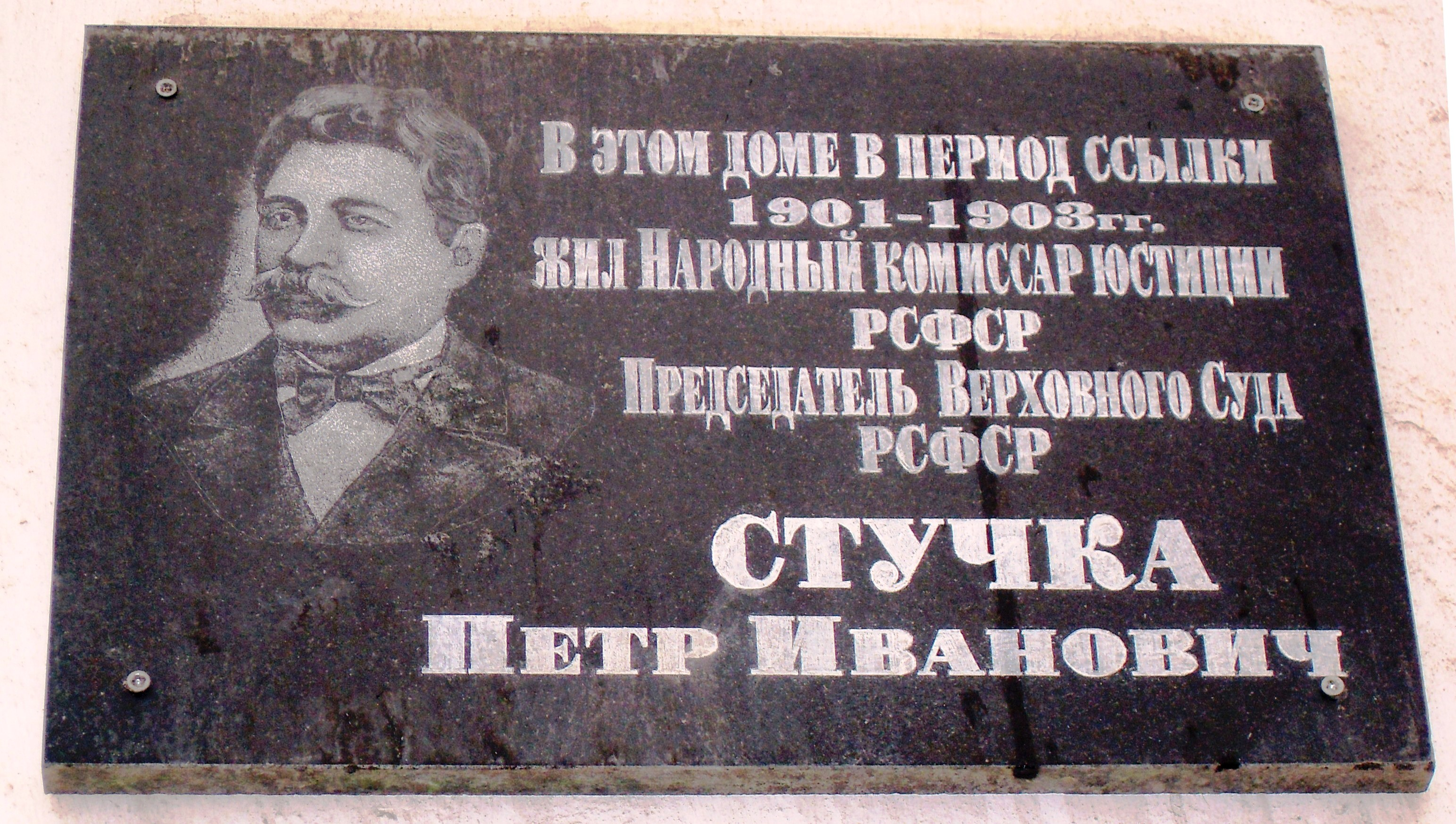
Pamětní deska se Stučkovou podobiznou na domě v Kirově

Pēteris Stučka se narodil v Koknese, Livonská gubernie, Ruské impérium (nyní ve Vidzeme, Lotyšsko) jako syn rolníka. Po ukončení gymnázia začal studovat právnickou fakultu na Petrohradské univerzitě (absolvoval roku 1888), kde se setkal s myšlenkami marxismu.
V letech 1888–1897 se Stučka přátelil se švagrem Jānisem Pliekšānem, používajícím pseudonym Rainis, s nímž založil lotyšské marxistické noviny Dienas lapa.
Roku 1895 vstoupil do organizace Nová vlna, za což byl zatčen a poslán do Vjazmy.
V letech 1903–1906 žil pod policejním dozorem ve Vitebsku. Roku 1906 se vrátil do Rigy, kde založil Sociálně demokratickou stranu Lotyšska, která se později stala místním orgánem RSDDS. V roce 1907 se stal členem Dumy.
Roku 1915 se přidal k bolševikům. Za únorové revoluce se stal členem výkonného výboru Petrohradského sovětu. Za říjnové revoluce pobýval ve Smolném, kde udržoval kontakt s Lotyšskými střelci.
V roce 1920 vydal sovětskou encyklopedii Stát a právo, a stal se jedním z duchovních otců sovětského revolučního práva. Od roku 1923 až do smrti vykonával úřad vrchního soudce RSFSR a lidového komisaře justice.
Zemřel 25. ledna 1932. Jeho popel je uložen v Kremelské zdi.

## Pocty
Po Stučkovi bylo v letech 1967 až 1990 pojmenováno město Aizkraukle a v letech 1958–1990 také Lotyšská státní univerzita.